# Neohydatothrips sambuci
Neohydatothrips sambuci är en insektsart som först beskrevs av Ian A. Hood 1924.  Neohydatothrips sambuci ingår i släktet Neohydatothrips och familjen smaltripsar. Inga underarter finns listade i Catalogue of Life.